# مرتضی‌لی‌لار
مرتضی‌لی‌لار (به لاتین: Murtuzalılar) یک منطقهٔ مسکونی در جمهوری آذربایجان است که در شهرستان فضولی واقع شده‌است.